# Hell's Kitchen (Manhattan)

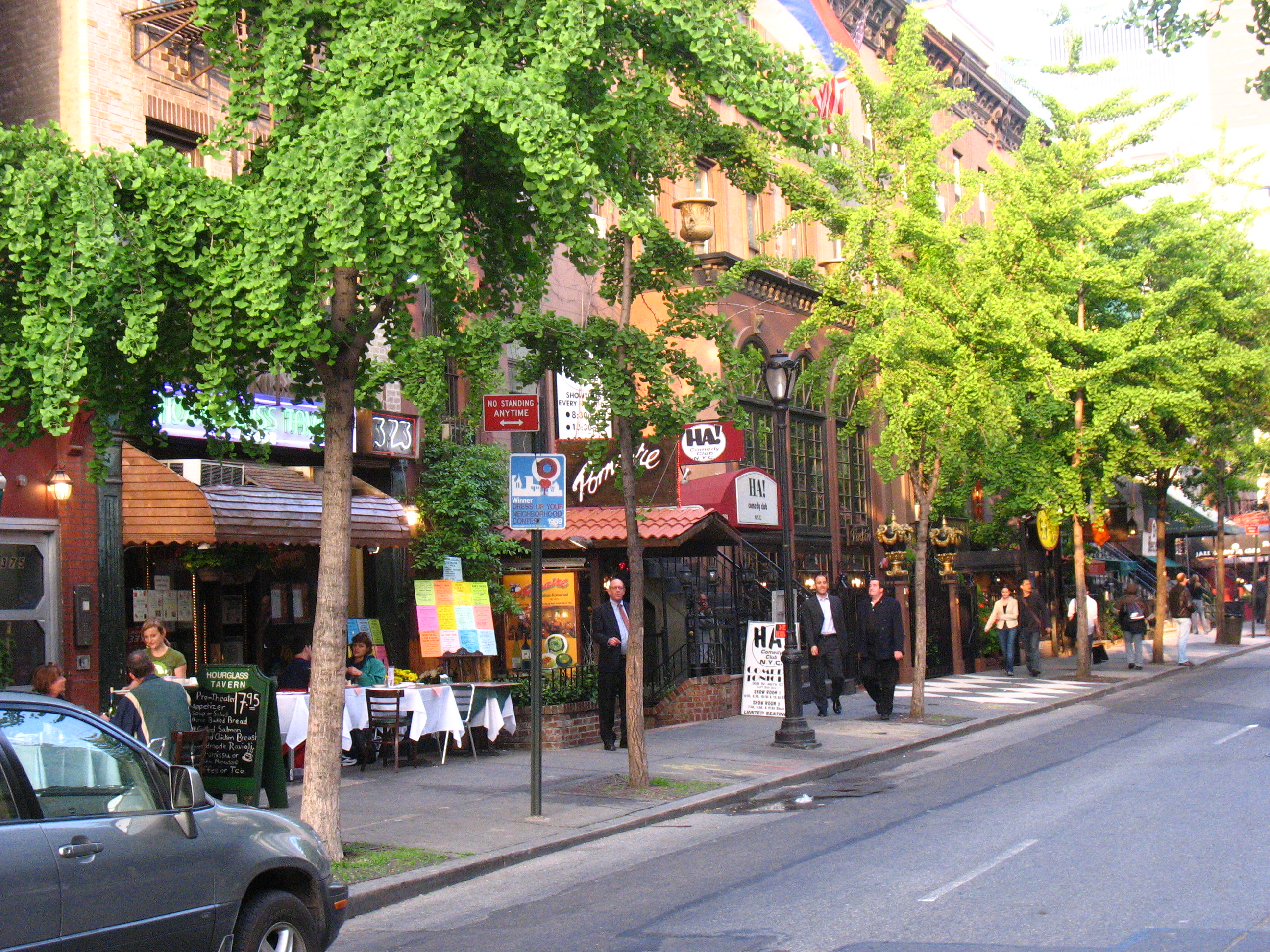
Zona de restaurants de Hell's Kitchen

Hell's Kitchen (en català La cuina de l'infern) és un barri de Manhattan a New York, delimitat pels carrers 34 i 59, per la Vuitena Avinguda i el riu Hudson. Situat al nord de Chelsea i a l'oest del Midtown, el barri és també conegut sota el nom de Clinton o Midtown West.

## Origen del nom
S'havia emprat abans aquesta expressió per a anomenar un barri amb força prostitució del sud de Londres. Se'n troba la primera referència en relació amb New York a l'edició del New York Times datada del 22 de setembre de 1881, en resposta al reportatge d'un periodista que havia visitat el barri amb la policia per cobrir un succés d'homicidis múltiples. Parlava d'"Hell's Kitchen" a propòsit d'un immoble del carrer 39 i la Desena Avinguda, i declarava que la zona sencera era "probablement la més repugnant de tota la ciutat".
Existeixen altres explicacions possibles en relació amb l'origen d'aquest nom:
- Un policia veterà, Dutch Fred The Cop, mirava amb el seu company d'equip principiant uns aldarulls al barri. El jove hauria declarat: "Aquest lloc és un infern". A què Fred hauria replicat: "L'infern té un clima temperat. Aquí, és la cuina de l'infern"

- Es podria també tractar de la deformació del nom d'un restaurant alemany, instal·lat al barri: "Heil's Kitchen", és a dir la "Cuina de la salvació".

## Clinton
En els darrers anys, el barri ha estat rehabilitat i la seva població ha evolucionat cap a capes socials superiors, com altres zones de Manhattan. En conseqüència, el seu altre nom, Clinton, s'ha fet més popular.
El terme Clinton prové de DeWitt Clinton, alcalde de Nova York i governador de l'Estat de Nova York, al segle xix. El barri va ser construït a les terres de la seva antiga granja. S'hi troba d'altra banda un jardí públic anomenat DeWitt Clinton Park.

## Un barri viu
Hell's kitchen és un dels indrets preferit per anar a sopar a la ciutat, ja sigui per als turistes o els novaiorquesos. Una de les majors animacions de carrer, la Ninth Avenue Association's International Food Festival, s'estén del carrer 37 al 57 un cap de setmana de final de maig.
Es troben al barri diversos estudis de televisió o de gravació: el CBS Broadcast Center, el Black Entertainment Television's 106 & Park show, els Sony Music Studios i el Right Track Recording's Studio.
L'emissió satírica de Comedy Central, el Daily Show amb Jon Stewart, també és gravat a Hell's Kitchen.

## Hell's Kitchena la cultura popular
El barri ha servit sovint de decorat o de referència a la cultura popular novaiorquesa, ja sigui en literatura, en cançó, a la televisió o al cinema.